# 科洛博克島
科洛博克島是俄羅斯的島嶼，屬於北地群島的一部分，位於共青團員島西北13公里的喀拉海，由克拉斯諾亞爾斯克邊疆區負責管轄，長0.6公里，島上無人居住。